# Araniella inconspicua
Araniella inconspicua là một loài nhện trong họ Araneidae. Loài này được miêu tả năm 1874.